# 拉洛舒鄉
44°33′N 24°01′E / 44.550°N 24.017°E
拉洛舒鄉（羅馬尼亞語：Comuna Laloșu, Vâlcea），是羅馬尼亞的鄉份，位於該國西南部，由沃爾恰縣負責管轄，面積44平方公里，海拔高度161米，2002年人口2,633，人口密度每平方公里60人。